# Oeneis gigas
Oeneis gigas är en fjärilsart som beskrevs av Butler 1868. Oeneis gigas ingår i släktet Oeneis och familjen praktfjärilar. Inga underarter finns listade i Catalogue of Life.